# Celio Rabotti
Celio Rabotti (Castelnovo ne' Monti, 31 agosto 1896 – 1975) è stato un politico italiano e podestà di Reggio Emilia.

## Biografia

Principe Umberto visita Castelnovo in occasione dell'inaugurazione del monumento ai caduti

Rabotti fu sindaco e poi podestà di Castelnovo ne' Monti guidando il Comune per dodici anni.
Il 2 ottobre 1927 alla presenza del principe Umberto avvenne l'inaugurazione del monumento ai caduti sul monte Bagnolo.
Nel 1934 fu eletto una prima volta al Parlamento nella XXIX legislatura, e nel 1939 nella XXX legislatura alla Camera dei Fasci e delle Corporazioni.
In seguito il 12 ottobre 1942 divenne commissario prefettizio di Reggio Emilia per essere poi nominato podestà il seguente 20 novembre mantenendo l'incarico fino al 3 agosto 1943.
Con la caduta del fascismo fu sostituito dall'ingegnere Domenico Pellizzi, il nuovo commissario prefettizio nominato dal nuovo governo Badoglio, ma con la formazione della Repubblica Sociale Italiana fu reintegrato come commissario prefettizio il 27 settembre 1943 mantenendo la carica fino al 23 marzo 1945 quando fu sostituito da Prospero Miselli.
(Celio Rabotti nell'assumere la carica)
Nel dopoguerra, ma solo dopo la sua morte, furono rinvenuti dei documenti che ne attestavano l'iscrizione alla loggia massonica "Virtus" di Bologna.